# Deflação
Em economia, deflação é um fenômeno em que os preços de produtos e serviços caem de forma generalizada em determinado período. É um movimento contrário ao da inflação, quando os preços sobem. Uma de suas causas é uma determinada crise econômica, quando os consumidores compram menos e forçam as empresas a reduzirem seus preços. A deflação causa uma retração da economia e pode levar a uma depressão. É diferente da desinflação pois esta é uma desaceleração lenta do ritmo do aumento de preços.
A inflação reduz o valor real do dinheiro ao longo do tempo; inversamente, a deflação aumenta o valor real do dinheiro. Isto é, compra-se uma maior quantidade de bens com a mesma quantidade de moeda. A deflação está normalmente associada a períodos de recessão — como a década perdida no Japão e a Grande Depressão.

## Visão keynesiana
A deflação pode ser gerada por uma procura agregada inferior à da oferta do produto potencial e daqui pode ganhar um ritmo próprio ao estabelecer-se na economia criando expectativas de deflação para os anos futuros.
Os preços acabam caindo sempre que sobram mercadorias por falta de consumidores. Como as empresas não conseguem vender como antes, mesmo a preços menores, o faturamento e o lucro também acabam reduzidos. Para não ficar no prejuízo, elas são obrigadas a diminuir o ritmo da produção e a demitir funcionários. Com o desemprego alto, ninguém costuma gastar além da conta. Por isso, a oferta de serviços e os estoques crescem. Resultado: excesso de bens e preços menores que os de períodos anteriores.
O processo de deflação ainda pode ser iniciado, ou agravado, pela baixa oferta de moeda. Quer dizer, falta dinheiro em circulação, seja por causa dos juros altos, que tornam o crédito proibitivo, seja pela falta de investimentos. Essa bola de neve costuma afetar todos os setores da economia, do agricultor aos fabricantes de eletrodomésticos, além de abalar a própria estrutura social.

## Visão das outras escolas de economia
A visão Keynesiana não é endossada pela escola de Chicago e escola Austríaca de economia. Estas acreditam que deflação é na verdade um fenômeno monetário ocasionado por uma retração monetária (como o extravio de dinheiro) e/ou aumento da produtividade que permite fabricar mais produtos com os mesmos recursos (tendência natural no ciclo de vida da maior parte dos produtos).
Com menos dinheiro em circulação para uma mesma produção, os produtos acabam tendo de ficar mais baratos para que as vendas se mantenham, gerando uma valorização monetária (deflação).
Quando um fabricante consegue melhorar a eficiência de produção gastando menos matérias primas, energia, equipamentos, etc. para fabricar um determinado produto, o preço deste começa a cair a medida que a concorrência passa a fazer o mesmo. Com menos dinheiro sendo gasto pelas pessoas para adquirir a mesma quantidade de produtos, isto também acaba ocasionando uma deflação dos preços. Exemplo disto são TVs e computadores, cujos preços estão sempre em queda devido a evolução da tecnologia e aumento da produtividade de fabricação.
Muitas vezes deflação é confundida, erroneamente, como um desaquecimento da economia, e que por esta razão deve ser evitada. Esta falácia se origina da desestabilização da economia que ocorre durante períodos de redução da inflação. Políticos muitas vezes se utilizam da inflação (expansão monetária) para gerar efeitos econômicos positivos no curto prazo. Por outro lado, esta sensação aparente de prosperidade estagna já que não houve aumento da produção, apenas da quantidade de dinheiro para comprar os mesmos produtos. Diante desta situação, muitos governos acabam aumentando ainda mais o ritmo das impressoras de dinheiro para adiar o estouro da bolha aumentando ainda mais a inflação. Quando enfim as impressoras são desligadas, ocorre um período conturbado de adaptação onde o mercado precisa entender que não há dinheiro novo sendo fabricado e que os preços não precisam mais serem reajustados. Isto gera uma perturbação grande na economia que dá origem aos mitos sobre deflação. Quando a economia se estabiliza, o crescimento costuma ser maior do que o que poderia ser obtido com estímulo artificial no longo prazo.
Deflação é a tendência natural de toda a moeda (quando não há emissão de dinheiro novo). Como o ritmo de redução dos preços costuma ser bastante lento e previsível, o mercado não sofre da perturbação constante que costuma ocorrer nos períodos de inflação. Outra vantagem da deflação é que as pessoas ficam livre do chamado imposto inflacionário, fazendo com que seu dinheiro se valorize com o tempo, ao contrário da desvalorização que ocorreria se houvesse inflação. Isto tem um efeito colateral interessante, que é deixar as pessoas menos dependentes de aplicações financeiras em instituições com credibilidade duvidosa. Em períodos de inflação as pessoas são praticamente obrigadas a depositar o seu dinheiro em bancos sob o risco de perder poder aquisitivo com o tempo.